# هيروكو ميناغاوا
هيروكو ميناغاوا (باليابانية: 皆川博子) (2 يناير 1930، سول في كوريا الجنوبية)؛ روائية يابانية. درست في جامعة طوكيو للإناث.